# 華蓋三
HD 7389，又名BD+70 90，SAO 4358、HR 365，是一颗仙后座的恒星，视星等为7.83（一称5.83），为一颗天龙座BY型变星，位于銀經124.89，銀緯8.97，其B1900.0坐标为赤經1h 9m 0.3s，赤緯+71° 8.97′ 53″。